# Vic Tokai

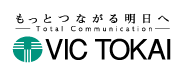
Vic Tokais logotyp.

Vic Tokai var ett japanskt kabeltevebolag tillhörande Tokai-gruppen. Vic Tokai var tidigare även verksamt som datorspelsutvecklare och -förläggare. Bolaget hade inte lika stora framgångar med datorspel som med spel för spelkonsoler. Verksamheten upphörde någon gång efter 1998.

## Produktion
- All-pro basketball, 1989
- Conflict
- Decap Attack, 1991
- Deadline, 1995
- Diggers 2: Extractors
- Alien Virus, 1996
- The Gene Machine